# Station Oude Wetering

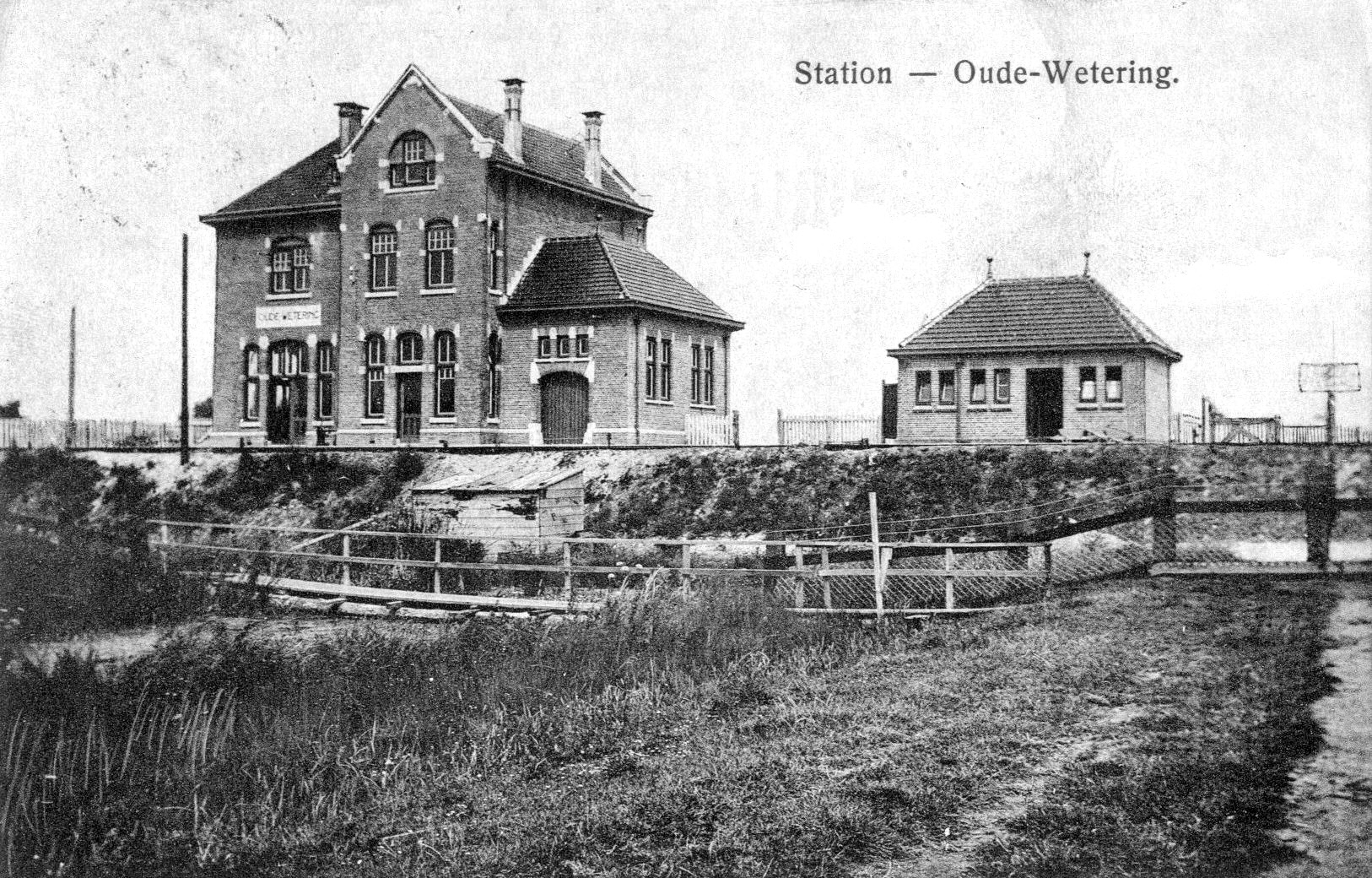
Station Oude Wetering; circa 1912. Collectie van het Utrechts Archief.

Station Oude Wetering (telegrafische code: Owt) is een voormalig treinstation aan de spoorlijn Hoofddorp - Leiden Heerensingel. Het is aangelegd en geëxploiteerd door de Hollandsche Electrische-Spoorweg-Maatschappij (HESM) als onderdeel van de Haarlemmermeerspoorlijnen. Het station lag ten noorden van Oude Wetering nabij de plaats waar de wetering en de ringvaart van de Haarlemmermeerpolder samenkomen. Aan de spoorlijn lag het tussen station Leimuiden en station Roelofarendsveen. Station Oude Wetering werd geopend op 3 augustus 1912 en gesloten op 1 januari 1936. Bij het station werd een stationsgebouw opgetrokken, van het type HESM I. Dit gebouw is in 1938 gesloopt.